# Marco Pupieno Africano
Marco Pupieno Africano  fue un político romano del siglo III perteneciente a la gens Pupienia.

## Familia
Fue probablemente hijo del emperador romano Pupieno, esposo de Cornelia Pretextata y padre de Pupienia Cetegila.

## Carrera pública
Fue cónsul ordinario en el año 236 junto al emperador Maximino el Tracio.